# Iszmáíl Rafat
Iszmáíl Rafat, arabul: إِسْمَاعِيل رَأْفَت (1908. január 1. – ?) egyiptomi labdarúgó-középpályás.

## Pályafutása

### Klubcsapatokban
Több időszakban (1930–32 és 1933–34) játszott az ez-Zamálek csapatában. 1935 és 1937 között a Sochaux együttesében szerepelt.

### A válogatottban
Az egyiptomi válogatott tagjaként részt vett az 1934-es világbajnokságon.

## Sikerei, díjai
Zamálek
- Egyiptomi kupa (1): 1932
- Kairói liga (2): 1931–32, 1933–34
- Király kupa (1): 1934

Sochaux-Montbéliard
- Francia bajnokság (1): 1937–38